# Юрков (хутор)
Юрков — хутор в Красногвардейском районе Белгородской области. Входит в состав Палатовского сельского поселения.

## География
Хутор находится на расстоянии 32 км к юго-западу от города Бирюч, административного центра района.

### Часовой пояс
Хутор Юрков, как и вся Белгородская область, находится в часовой зоне МСК (московское время). Смещение применяемого времени относительно UTC составляет +3:00.

## Население
| 2002 | 2010 |
| ---- | ---- |
| 37   | ↘30  |